# Feocromocitoma
Il feocromocitoma è una neoplasia che origina dalle cellule cromaffini. Queste cellule derivano da uno dei tre foglietti embrionali, il neuroectoderma, il quale è precursore del sistema nervoso simpatico, della midollare del surrene, del glomo carotideo, dei paragangli e dei gangli del sistema nervoso autonomo. Queste cellule si organizzano strutturalmente a dare aree di tessuto e presentano la capacità di sintetizzare e immagazzinare catecolamine.
Il feocromocitoma è stato definito il "ten per cent tumor":
nel 10% dei casi insorge nei bambini;
nel 10% dei casi è extrasurrenalico;
nel 10% dei casi è bilaterale (negli adulti);
nel 10% dei casi è multicentrico;
nel 10% dei casi insorge come sindrome familiare.

## Epidemiologia
Secondo le stime che si basano su criteri di sintomaticità e riscontro della patologia, l'incidenza è di circa 1-2 casi su 100 000 nella popolazione americana del Minnesota, ma può avere una percentuale minore in altre popolazioni, per esempio quelle europee.
In uno studio australiano, approntato con l'intenzione di verificare l'incidenza della neoplasia nella popolazione asintomatica o priva della diagnosi di tumore, fu pubblicato che in oltre duemila autopsie consecutive l'incidenza era di circa lo 0,2%, dato che convalida l'esistenza di feocromocitomi paucisintomatici e/o a bassa secrezione di catecolamine.

## Eziopatogenesi
La sua comparsa è sporadica, tuttavia esistono alcuni disordini genetici che ne favoriscono l'insorgenza (es. MEN 2A e 2B).
La neoformazione e la crescita tumorale possono verificarsi a partire da qualsiasi nucleo di cellule cromaffini (in inglese dette anche pheocromocytes - "feocromociti"). Nel 90% dei casi origina dalla midollare del surrene, mentre nel 10% rimanente a partire dai paragangli, dal cuore e dalla vescica (in questi casi è detto paraganglioma).

## Clinica
Per azione delle catecolamine rilasciate (come ad esempio l'adrenalina), il feocromocitoma può provocare ipertensione arteriosa, aumento dell'insulinoresistenza, diabete mellito, sintomi psichiatrici (aggressività, sbalzi d'umore, ansia), intolleranza al caldo, ipotensione ortostatica e aritmie cardiache. La gravità e l'intensità di questi disturbi associati al feocromocitoma dipende dal tipo di secrezione e dalla quantità di catecolamine che il tumore rilascia.
Sintomi quali ipertensione, cardiopalmo, diaforesi (sudorazione eccessiva), ictus, angina sono abbastanza comuni, ma i tumori che rilasciano ininterrottamente grandi quantità di catecolamine possono portare a ipertensioni resistenti alle terapie con picchi e crisi ipertensive anche fatali. I tumori meno attivi invece possono rilasciare ciclicamente gli ormoni e dare luogo a ipertensione moderata o severa e portare comunque al danneggiamento degli organi-bersaglio (cuore e rene). Nel complesso la presentazione clinica è molto variabile, al punto che è stato anche soprannominato "il grande mascheratore".
Nell'epidemiologia del feocromocitoma, in passato veniva considerata valida la cosiddetta regola del 10, secondo la quale il feocromocitoma poteva essere:
- nel 10% dei casi extra surrenalico (come detto precedentemente);
- nel 10% presente in entrambi i surreni (nel 50% delle sindromi familiari);
- nel 10% maligno;
- nel 10% familiare;
- nel 10% pediatrico.

Secondo le moderne conoscenze di genetica, invece, l'incidenza delle forme familiari è del 25% dei casi. Tra le possibili forme geneticamente determinate, il feocromocitoma può far parte della MEN 2 o della Sindrome di von Hippel-Lindau, che si verificano in seguito a mutazioni rispettivamente del proto-oncogene RET e del gene VHL (un gene onco-soppressore che regola la neovascolarizzazione in risposta all'ipossia) a cui si sono relativamente aggiunti SDHD, SDHB e SDHC.
La presenza del feocromocitoma è una delle 3 componenti della Triade di Carney, che si compone di condromi polmonari, GIST (Tumori Stromali Gastrointestinali) e feocromocitomi (paragangliomi).

## Diagnostica
Il sospetto clinico e laboratoristico di feocromocitoma va confermato con l'imaging radiologico e con tecniche di medicina nucleare. Tra queste, scintigrafia con:
- I-131 MIBG (metaiodiobenzilguanidina) che possiede una sensibilità dell'85% e una specificità del 96%;
- In-111-pentaoctreotide od Octreoscan con sensibilità del 75-90%.

Attualmente la metodica di scelta è rappresentata dalla PET con somministrazione di Fluorodopa (un marker tumorale specifico).
Dal momento che in un terzo dei casi il feocromocitoma fa parte di un complesso genetico, le altre condizioni facente parti della stessa sindrome vanno cercate attivamente ed escluse (in particolar modo la MEN 2 con il carcinoma midollare tiroideo).

## Trattamento
Il trattamento è chirurgico attraverso adrenalectomia unilaterale (o bilaterale in caso di MEN 2). Per evitare pericolose crisi ipertensive durante l'operazione e/o improvvisi cali di pressione dopo di essa si deve tenere conto dei seguenti aspetti:
- preparare il paziente nel preoperatorio con alfabloccanti (anti-α1) ed eventualmente (in caso di tachicardia persistente), ma successivamente, con betabloccanti (anti-β1 e β2);
- ottimizzazione volemica preoperatoria per evitare uno shock ipotensivo postoperatorio;
- no touch: evitare, durante l'operazione, di toccare con gli strumenti chirurgici il tumore;
- fare attenzione alle ipoglicemie postoperatorie.

L'80% dei pazienti con feocromocitoma benigno risponde adeguatamente al trattamento chirurgico.
Laddove non è possibile un intervento chirurgico, si trattano le crisi ipertensive con nitroglicerina e derivati.
In caso di feocromocitoma maligno con metastasi MIBG responsive, il trattamento si avvarrà del MIBG (25% di successo). È possibile l'adrenalectomia parziale del feocromocitoma con risparmio della corticale surrenale, ma tale tecnica non è ancora molto diffusa in Italia.